# Вики Вэйл (киноперсонаж)
Викто́рия «Ви́ки» Вэйл (англ. Victoria "Vicki" Vale) — персонаж супергеройского фильма «Бэтмен» (1989) режиссёра Тима Бёртона. Основана на одноимённой героине DC Comics. Исполнительница роли — Ким Бейсингер.
Вики изображена как фотожурналист газеты Gotham Globe, которая стала известна благодаря освещению жестоких событий в Корто Мальтезе. Позже Вики вступает в романтические отношения с миллиардером Брюсом Уэйном, не подозревая, что он — Бэтмен, супергерой, тайну личности которого Вэйл пытается раскрыть.
Ким Бейсингер удостоилась положительных отзывов критиков за исполнение роли Вики Вэйл и была номинирована на несколько наград.

## Создание образа
В оригинальном сценарии фильма «Бэтмен», написанном Томом Манкевичем, любовным интересом Брюса Уэйна была Сильвер Сент Клауд, которая работала на криминального босса Руперта Торна. Режиссёр Тим Бёртон обратился к Сэму Хэмму, фанату комиксов, с просьбой переписать сценарий. Хэмм решил отказаться от истории происхождения, посчитав, что флешбэки будут более уместны и что «раскрытие тайны» станет частью сюжетной линии. Он рассуждал так: «Вы полностью разрушите доверие к себе, если покажете буквальный процесс, в результате которого Брюс Уэйн становится Бэтменом». Хэмм заменил Сильвер Сент-Клауд на Вики Вэйл, а Руперта Торна на своего собственного персонажа — Карла Гриссома. Он закончил написание сценария в октябре 1986 года.
Изначально на роль Вики Вэйл была выбрана Шон Янг, но перед началом съёмок актриса получила травму в результате несчастного случая во время верховой езды. Уход Янг вызвал необходимость срочного поиска актрисы, которая не только подходила бы на роль, но и могла бы принять участие в работе над фильмом. На роль рассматривалась Мишель Пфайффер, однако она не прошла кастинг из-за возражений Майкла Китона, поскольку Китон ранее состоял в отношениях с Пфайффер. Питерс предложил кандидатуру Ким Бейсингер: она сразу прошла кастинг и присоединилась к постановке.
Бейсингер рассказала, как ей позвонили и сказали, как быстро она может приехать в Лондон. Она сразу же была потрясена дизайном и размахом Готэма. Актриса сказала, что привнесла своё собственное творческое видение в образ Вики Вэйл и то, как она впишется в Готэм, несмотря на то, что приехала, когда фильм уже был полностью готов. Ким хотела, чтобы на работе Вики была строгой, а в личной жизни женственной, как Золушка.
Бейсингер также много думала о нарядах Вики, в частности, о том, чтобы белое платье было доставлено на самолёте «Конкорд». Бейсингер хотела, чтобы её героиня носила белую одежду, потому что символически фильм был о свете в тёмном мире. Актриса понимала, что основная цель Вики — служить в истории любви Брюса Уэйна, пытаясь притянуть его к нормальной жизни. Ким учла, что в конце концов Вики придется стать девушкой, попавшей в беду.
Майкл Китон использовал свой комедийный опыт для таких сцен, как ужин Брюса и Вики в поместье Уэйнов. Актёр называл себя «помешанным на логике» и был обеспокоен тем, что тайну Бэтмена в действительности будет довольно легко раскрыть. Китон обсуждал с Бёртоном идеи, как лучше замаскировать персонажа, включая использование контактных линз. В конечном итоге Китон решил изменять голос, когда Уэйн становится Бэтменом, делая голос в более низком тоне, что стало отличительной чертой киноверсии персонажа, а Кристиан Бейл, исполняя роль своей версии Бэтмена использовал ту же методику.
Первоначально в кульминации Джокер должен был убить Вики, что привело бы Бэтмена в ярость. Джон Питерс изменил кульминацию, не сказав об этом Бёртону, и поручил художнику-постановщику Антону Фёрсту создать 12-ти метровую модель собора. Сцены обошлись создателям фильма в 100 000 $, когда бюджет уже был значительно превышен. Бёртону не понравилась эта идея, поскольку он не знал, чем закончится сцена: «Вот Джек Николсон и Ким Бейсингер идут по собору, и на полпути Джек оборачивается и говорит: „Зачем я иду по всем этим лестницам? Куда я иду?“ — „Мы поговорим об этом, когда ты поднимешься на самый верх!“. Мне пришлось сказать ему, что я не знаю».
Сценарист Сэм Хэмм сказал, что идея о том, чтобы Джокер убил родителей Брюса, принадлежит Бёртону. «В то время проходила забастовка сценаристов, и Тим попросил других сценаристов сделать это. Я также несу ответственность за то, что Альфред впустил Вики Вэйл в Бэтпещеру. Фанаты были недовольны этим, и я согласен. Это был бы последний день работы Альфреда в поместье Уэйнов», — сказал Хэмм.
У Ким Бейсингер были романтические отношения с продюсером Джоном Питерсом, а также с певцом Принсом, который создал музыкальный альбом для фильма и спродюсировал неизданный альбом 1989 года Hollywood Affair. Позже Питерс сообщил, что у него был роман с Бейсингер, несмотря на то, что в то время она была замужем, а также то, что она помогла ему написать третий акт, добавив, что Майкл Китон тоже «положил глаз» на актрису.

## Биография персонажа
Фотожурналистка Вики Вэйл приезжает в Готэм и пишет статью о супергерое Бэтмене. Её фотографии революции в Корто Мальтезе были опубликованы в журнале Time. Вскоре она вступает в романтические отношения с Брюсом Уэйном (Майкл Китон), не подозревая, что он и Бэтмен — одно и то же лицо. В поместье Уэйнов, во время празднования 200-летия Готэма, Вики спрашивает Брюса, чем он зарабатывает на жизнь, однако ответ Уэйна прерывает дворецкий Альфред Пенниуорт (Майкл Гоф). Позже она оказывается втянутой в конфликт с Джокером (Джек Николсон), когда он становится одержим ею. Позже Джокер нападает на Вики во время её встречи с Брюсом. Полагая, что Уэйн безобиден, Джокер издевается над ним, после чего стреляет в него. Однако Уэйн выживает, использовав поднос в качестве бронежилета; он также узнаёт в Джокере убийцу своих родителей. Когда Вики начинает подозревать о действиях Брюса, она просит своего коллегу по работе, Александра Нокса (Роберт Вул), показать снимки с аллеи, где были убиты родители Брюса.
Вики удаётся узнать тайну личности Уэйна, но Джокер похищает её. Он приводит Вэйл на вершину собора Готэма. Позже туда прибывает Бэтмен и нападает на Джокера. Злодей пытается сбежать на вертолёте, но Бэтмен обвязывает вокруг его ноги крюк для захвата и прикрепляет его к каменной гаргулье, в результате чего Джокер замертво падает с собора. В конце фильма Альфред отвозит Вики в поместье Уэйнов, в то время как Брюс в качестве Бэтмена борется с преступностью.
В раннем сценарии Сэма Хэмма для фильма «Бэтмен возвращается» (1992) Вики должна была вернуться в качестве любовного интереса Брюса. Сценарий был переработан, и Вики не появилась в фильме. Однако она упоминается в разговоре Брюса и Селины Кайл (Мишель Пфайффер), в котором Брюс рассказывает, что расстался с Вики из-за того, что она не смогла принять его двойную жизнь. Вэйл также упоминается, когда Уэйн напоминает Альфреду о том, как тот впустил её в Бэтпещеру в первой части, что является отсылкой на негативную реакцию фанатов на эту сцену. Вики не упоминалась в последующих фильмах франшизы из-за ухода Майкла Китона и Тима Бёртона.

## Критика
В своём обзоре на фильм «Бэтмен» The Hollywood Reporter отметил, что «уникальность и сама душа фильма достигается благодаря прекрасно поставленному и глубокому исполнению Майклом Китоном роли Брюса Уэйна и Ким Бейсингер роли Вики Вэйл».
Ким Бейсингер была номинирована на премию «Сатурн» в категории «Лучшая киноактриса второго плана» и на премию Kids’ Choice Awards в категории «Любимая киноактриса». Бейсингер уступила обе награды Вупи Голдберг и Леа Томпсон соответственно.

## Наследие
Собрав в прокате более 400 млн $, «Бэтмен» стал самым кассовым фильмом в карьере Ким Бейсингер.
В видеоклипе на песню Принса «Batdance», снятом режиссёром Альбертом Магноли и хореографом Барри Латером, танцоры были одеты в костюмы Бэтмена, Джокера и Вики Вэйл.
После сингла Принса «Scandalous!» был выпущен макси-сингл под названием The Scandalous Sex Suite, который содержал 19-минутную композицию на песню «Scandalous», три части которой назывались The Crime, The Passion и The Rapture. Ким Бейсингер в роли Вики появилась на макси-сингле. В альбом саундтреков к фильму «Бэтмен» (1989) также вошёл трек под названием «Vicki Waiting».
Вики Вэйл была изображена актрисой Брук Бёрнс в «Очень поздно» (также известном как «Горячее свидание») — одном из рекламных роликов «Бэтмена» на OnStar, который скопировал дизайн фильма 1989 года; в ролике Бэтмен сражается с Пингвином и связывается с Вики через OnStar, чтобы сообщить ей, что будет «очень поздно».
В пилотном эпизоде комедийного сериала NBC «Чак», «Chuck Versus the Intersect», лучший друг главного героя, Морган Грайс, во время встречи с Сарой Уокер вспоминает, как Ким Бейсингер сыграла Вики Вэйл в фильме 1989 года.
В музее Warner Bros. в Бербанке (Калифорния) выставлено зелёное платье Ким Бейсингер, в котором она, в роли Вики Вэйл, снялась в сцене, где Джокер и его приспешники портят экспонаты художественного музея Готэма перед встречей с Вики под песню Принса «Partyman».